# Леки, Жозеф
Джузеппе Леки (на французский манер Жозеф, 5 декабря 1766, Сан-Дзено-Навильо, провинция Брешия — 9 августа 1836, Монтироне, там же) — итальянский и французский военачальник эпохи наполеоновских войн, дивизионный генерал (1800).

## Биография
Старший сын из 19 детей Фаустино Леки и его жены Дораличе Белли (Doralice Bielli). Начал военную карьеру в австрийской армии, капитан. Когда генерал Бонапарт в 1796 году вступил в Италию, Леки и его братья, в том числе Теодоро, также в будущем генерал, активно участвовали в профранцузской революции в Брешии 18 марта 1897, и создании там добровольческого легиона, куда записались офицерами. Во время сражений той кампании Леки некоторое время владел (как подарком или в результате реквизиции) шедевром мировой живописи — картиной «Обручение Девы Марии» Рафаэля Санти, и в этом качестве упоминается в работах, посвящённых картине.
После поражений, нанесённых Суворовым французам в Италии в 1799 году, братья Леки на некоторое время удалились во Францию, но когда русские войска покинули регион, вернулись вместе с Бонапартом, уже Первым консулом Франции, и участвовали в битве при Маренго, после которой австрийцы были на 13 лет изгнаны из Италии. Непосредственно на поле этого боя Жозеф Леки получил от Бонапарта эполеты дивизионного генерала.

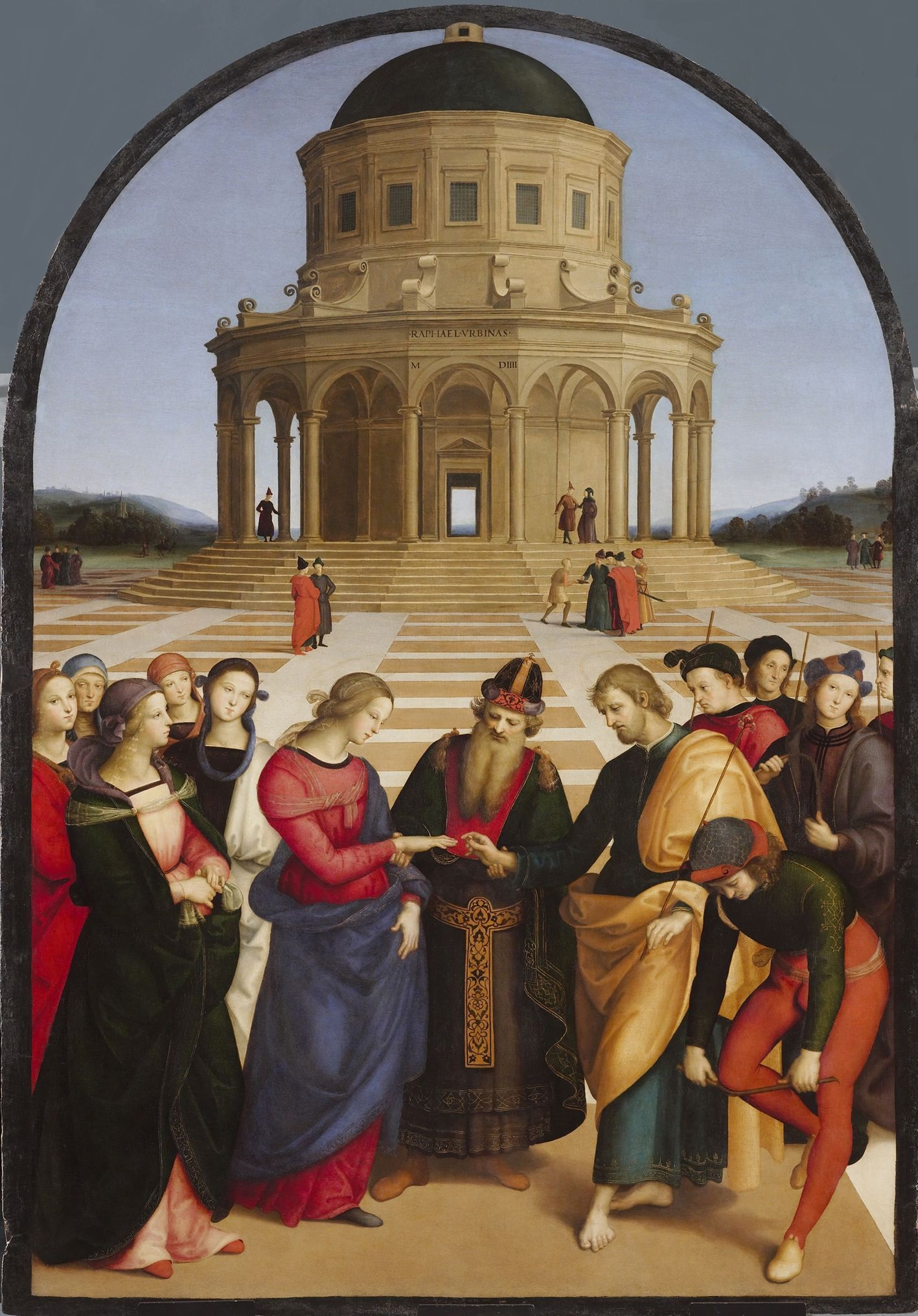
«Обручение Девы Марии» Рафаэля Санти

Впоследствии Теодоро Леки сделал карьеру рядом с вице-королём Италии (северной) Евгением Богарне, много лет командовал его личной гвардией. Жозеф Леки предпочел дружбу с маршалом Иоахимом Мюратом и братом Наполеона, Жозефом Бонапартом. В 1804 году Жозеф Леки участвовал в завоевании Неаполитанского королевства, королём которого стал Жозеф Бонапарт. Леки находился при нём до 1808 года, а когда Жозеф Бонапарт был переведён братом на испанский престол, последовал за ним туда. Некоторое время он являлся губернатором Барселоны, а затем вернулся в Неаполь — на службу к новому королю — Иоахиму Мюрату. В 1813 году, когда австрийцы вторглись в северную Италию, генералы Леки и Пино действовали там в поддержку Мюрата, пытавшегося сохранить свой трон, несмотря на поражения Наполеона, что на какое-то время ему удалось.
В 1814 году Леки был губернатором Тосканы. В 1815 году, во время Ста дней он выступил вместе с Мюратом против австрийцев и был вместе с ним разбит при Толентино. Мюрат лишился трона, но Леки отказался присягать австрийцам, и, как и его брат Теодоро, несколько лет просидел в тюрьме.
Освободившись, отставной генерал женился на дочери пэра Франции и поселился около родной Брешии на своей вилле.